# Языки Брунея

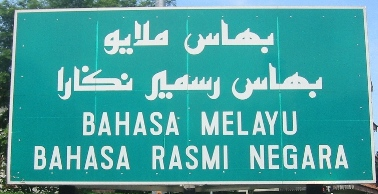
Реклама малайского языка, как государственного языка Брунея

В Брунее говорят на множестве языков. Официальным языком является «мелаю бруней» (брунейский малайский язык), принадлежащий к группе австронезийских языков с малайско-полинезийской ветвью и западной «подветвью». Он широко популярен на острове Суматра и на полуострове Малаккском, а также на островах Борнео в районах лежащих близ берегов. Официальный статус язык приобрёл 29 сентября 1959 года после подписания Конституции.
В деловой сфере широко используется английский язык. На нём проходит обучение в средней и высшей школе. Китайский, хинди и другие языки относятся к категории языков национальных меньшинств.